# Planchonioideae
Planchonioideae es una subfamilia de árboles perteneciente a la familia Lecythidaceae. Tiene los siguientes géneros.

## Géneros
- Abdulmajidia - Barringtonia - Careya - Chydenanthus - Petersianthus - Planchonia